# Atula Thiri Maha Yaza Dewi (Bayinnaung)
Atula Thiri Maha Yaza Dewi (tiếng Miến Điện: အတုလသီရိ မဟာရာဇ ဒေဝီ phát âm tiếng Miến Điện: [ʔətṵla̰ θìɹḭ məhà jàza̰ dèwì]; c. 1518–1568) là chính cung hoàng hậu của Vua Bayinnaung, Miến Điện (Myanmar) từ năm 1550 cho đến năm 1568. Hoàng hậu Atula Thiri là một hoàng thân, con gái của Vua Mingyi Nyo, em gái cùng cha khác mẹ với Vua Tabinshwehti. Bà là mẹ của Vua Nanda. Cuộc hôn nhân vào năm 1534 của bà với Bayinnaung, một thường dân, đã củng cố mối liên kết đáng tin cậy giữa Tabinshwehti và Bayinnaung sau này cùng nhau thành lập nên một đế chế Taungoo.

## Cuộc sống ban đầu
Sinh thời là Công chúa Thakin Gyi (သခင်ကြီး), con gái của nhà vua Mingyi Nyo với trung cung Khin Nwe (ခင်နွယ်), Công chúa xứ Mobye (Mong Pai). Thường được gọi là Khin Gyi (ခင်ကြီး). Ông ngoại của bà là một saopha (tiểu vương, lãnh tụ có truyền ngôi) của tiểu quốc Mobye (ngày nay là phía bắc bang Kayah).
Khi là một thiếu nữ, bà đã nảy sinh tình cảm với một dân thường, Ye Htut (sau là Bayinnaung), một tâm phúc và cố vấn thân cận của anh bà. Khoảng vào tháng 4, 1534, mối quan hệ bí mật của họ bị phát hiện, mà chiếu theo luật Miến Điện là mưu phản. Ye Htut được khuyên nên nổi dậy chống lại, tuy nhiên, ông đã không làm như thế. Tabinshwehti đã cân nhắc kỹ lưỡng với các đại thần của mình và cuối cùng đưa ra quyết định sẽ gả công chúa cho Ye Htut, hiệu Kyawhtin Nawrahta. Ye Htut sau được tấn phong hiệu Bayinnaung (nghĩa đen là "Anh Cả của Nhà Vua").

## Hoàng hậu chính cung
Atula Thiri sinh hạ cho Bayinnaung một người con gái và một người con trai không lâu sau khi kết hôn. Bà ít khi thấy được chồng mình vì ông luôn cùng với nhà vua đi chinh phạt khắp nơi và thực hiện các chiến dịch: Hạ Miến (1534–41), Prome và Pagan (1542–1545), Arakan (1545–47), và Xiêm (1547–1549). Đứa con trai duy nhất của bà, hoàng tử Nanda, khi chỉ 12 tuổi, đã cùng cha và cậu của mình tham gia vào chiến dịch Xiêm La 1548–1549.
Việc trở thành hoàng hậu Miến Điện của bà không phải là dễ dàng. Khi anh trai của bà, nhà vua bị ám sát bởi một trong số những cố vấn thân cận tháng 4, 1550, chồng của bà đang tham gia vào một cuộc dẹp loạn những phiến quân phản động tại vùng đồng bằng Irrawaddy. Khi bà nhận được tin báo tại Pegu, bà đã khẩn cấp truyền lại thông điệp cho chồng mình tại Dala (ngày nay là Yangon). Atula Thiri lập tức rời khỏi Pegu, vì nơi đây đã bị chiếm giữ bởi những người muốn có được ngai vàng, và cùng hai con chạy trốn đến Dala.
Atula Thiri trở thành chánh thất hoàng hậu vào ngày 11 tháng 1 năm 1551 khi Bayinnaung trở thành quốc vương tại Taungoo. Tại lễ đăng quang vào ngày 12 tháng 1 năm 1554, bà ngồi cạnh nhà vua, và được tấn tước hiệu Agga Mahethi (tiếng Pali: Agga Mahesi, "Chính cung Hoàng hậu"). Một năm sau, con gái của họ, người chị cả của Nanda, đã được gả cho Phó vương Thado Minsaw của Ava, em trai út cùng cha khác mẹ với nhà vua Bayinnaung.
Hoàng hậu giá băng ngày 15 tháng 6, 1568 tại Pegu trong khi chồng và con của bà đang chuẩn bị cho một chiến dịch chinh phạt Xiêm quốc tiếp theo. Các biên niên sử Miến Điện đã ghi lại rằng nhà vua đã vô cùng đau buồn về cái chết của người vợ cả.

## Thư tịch học
- Harvey, G. E. (1925). History of Burma: From the Earliest Times to ngày 10 tháng 3 năm 1824. London: Frank Cass & Co. Ltd.
- Htin Aung, Maung (1967). A History of Burma. New York and London: Cambridge University Press.
- Royal Historical Commission of Burma (1832). Hmannan Yazawin (bằng tiếng Miến Điện). Quyển 1–3 (ấn bản thứ 2003). Yangon: Ministry of Information, Myanmar.